# 伊藤雲峰
伊藤 雲峰（いとう うんぽう、本名：伊藤 隆（いとう たかし）、1974年2月14日-）は、日本の書家。愛知県名古屋市出身。
伊藤隆の名で俳人としても活動中。

## 経歴
桑名西高校、皇學館大學文学部国文学科卒業。

## 書道歴
1982年　書道を始め、津田秋月に師事。
1989年　「雲峰」の号を高木桑風より授かる。
1993年　樋口鈴峰に師事。
1997年　今井凌雪に師事。
2022年　中村伸夫に師事。

## 受賞歴
2008年　読売書法展　特選受賞
2008年　みえ県展　三重県議会議長賞受賞
2009年　読売書法展　秀逸受賞
2009年　みえ県展　for your dream賞受賞
2013年　みえ県展　三重県県議会議長賞受賞
2014年　改組新第一回　日展　第五科　入選
2015年　第50回雪心会書作展　雪心会大賞受賞
2023年　読売書法展　読売奨励賞受賞
2023年　改組新第10回　日展　第五科　入選
2024年　読売書法展 読売俊英賞受賞

## 展覧会実績
2010年　雪心会展　連合個展
2011年～2017年　書道具専門店キョー和内「ギャラリー和」で年2回個展開催
2013年　三人展（明峰書院若手書家）
2018年　「ギャラリ想」にて個展開催
2022年　「ギャラリー寺町」にて二人展『久遠』
2023年　「ギャラリー寺町」にて二人展『渡し舟』

## 活動実績
2012年より伊藤雲峰カレンダーの制作開始。卓上、壁掛けの2種類を準備。
2016年より円頓寺クラフトマルシェで書のワークショップブースを出店。
2017年より、東京、名古屋、大阪で篆書のワークショップ「書会」を開催。
コミックスや新聞の題字など幅広く活動中

## 著作
伊藤隆第一句集「筆まかせ」（ふらんす堂）